# Parafia św. Jana Chrzciciela w Brzózie Królewskiej
Parafia św. Jana Chrzciciela w Brzózie Królewskiej – parafia rzymskokatolicka, znajdująca się w archidiecezji przemyskiej, w dekanacie Leżajsk II.

## Historia
W 1565 roku pojawiła się wzmianka o strażnicy królewskich borów „za Brzozą”. Na początku XVII wieku dzierżawca Marek Malicki prowadził nowe osadnictwo. Od 1623 roku kapłan z Giedlarowej odprawiał niedzielne msze święte w drewnianej kaplicy pw. św. Jana Chrzciciela. W 1648 roku kaplica została przebudowana na kościół. W  1744 roku bp Wacław Hieronim Sierakowski przy kościele ustanowił filię. Po zbudowaniu plebanii w 1831 roku kapłan (komendarz) zamieszkał w Brzózie Królewskiej. W 1861 roku kościół został powiększony. W 1879 roku ks. ekspozyt Antoni Frączek chciał ufundować budowę nowego kościoła, ale parafianie nie zgodzili się i ufundował kościół w Rakszawie. 
W 1902 roku rozpoczęto przygotowania do budowy nowego kościoła. W latach 1908–1914 budowano obecny murowany kościół, w stylu gotycko-romańskim, według projektu arch. inż. Stanisława Cetnarskiego. W 1928 roku oddano do użytku nową murowaną plebanię. 25 września 1928 roku została erygowana samodzielna parafia. 11 maja 1934 roku kościół został konsekrowany.. 7 listopada 1954 roku poświęcona została Grota Matki Bożej z Lourdes. 20 kwietnia 2008 roku abp Józef Michalik poświęcił  ołtarz i polichromię. 
Na terenie parafii jest 2 880 wiernych.
Komendarze i Ekspozyci kościoła filialnego:
1831–1832. ks. Antoni Zieliński.
1833. ks. Antoni Kraus.
1834–1839. ks. Józef Panek.
1840. ks. Leopold Niedzielski.
1842–1844. ks. Michał Błotnicki.
1849–1854. ks. Jakub Szmidt.
1855–1862. ks. Ludwik Paszkowski.
1862–1863. ks. Antoni Podgórski.
1864–1865. ks. Bernard Birkenmajer.
1866–1874. ks. Jan Kamiński.
1874. ks. Wojciech Szczygieł.
1874–1878. ks. Wojciech Nowak.
1878–1895. ks. Antoni Frączek.
1895–1905. ks. Józef Tereszkiewicz
1906–1909. ks. Tomasz Stankiewicz.
1909–1928. ks. Jakub Szurlej
Proboszczowie parafii:
1928–1937. ks. kan. Jakub Szurlej.
1937. ks. Jan Haligowski (administrator).
1937. ks. Stanisław Bryś.
1937–1948. ks. Mieczysław Kędzior.
1948–1959. ks. Stanisław Ergietowski.
1959–1964. ks. Franciszek Szajna.
1964–1970. ks. Józef Wiśniowski.
1970–2001. ks. Stefan Kiełbicki.
2001– nadal ks. Edward Kołodziej.